# Coprologie
 (janvier 2015).
Si vous disposez d'ouvrages ou d'articles de référence ou si vous connaissez des sites web de qualité traitant du thème abordé ici, merci de compléter l'article en donnant les références utiles à sa vérifiabilité et en les liant à la section « Notes et références ».
La coprologie est la discipline scientifique qui étudie des matières fécales. Elle trouve son application dans les domaines de la médecine (recherche de parasites, de germes infectieux ou d'indices d'autres pathologies) et de l'écologie (détermination des régimes alimentaires, identification des individus par empreinte génétique).
En médecine, la coproculture est l'examen principal, il consiste à mettre en culture un échantillon de selles afin de déceler la présence de germes pathogènes.